# Gasthaus Zur Post (Alsleben)

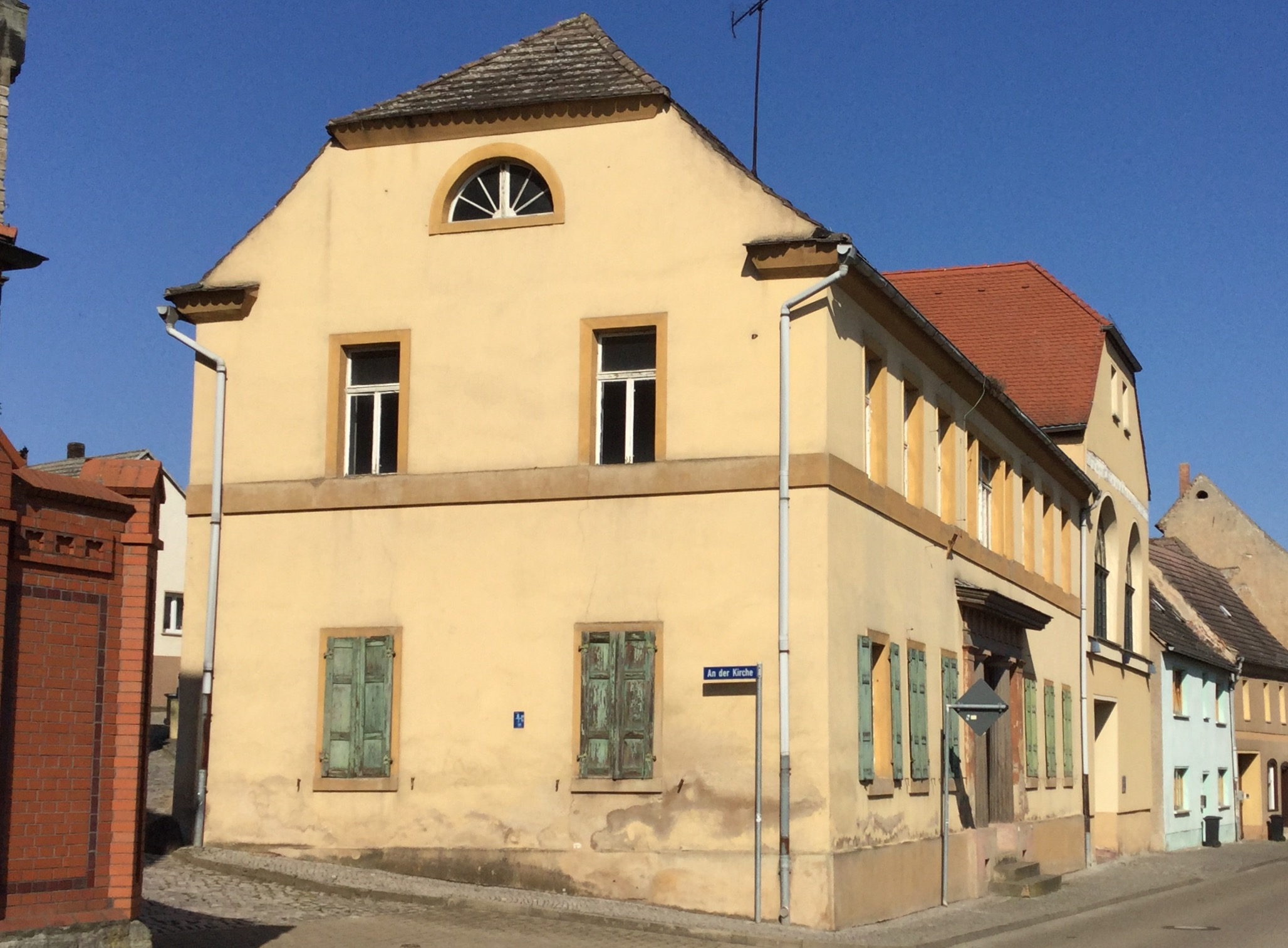
Gasthaus Zur Post

Das Gasthaus Zur Post ist ein denkmalgeschütztes ehemaliges Gasthaus in Alsleben (Saale) in Sachsen-Anhalt.

## Lage
Es befindet sich nordwestlich vom Rathaus Alsleben in der historischen Alsleber Altstadt an der Adresse Mühlstraße 1 in einer Ecklage zur südlich hiervon einmündenden Straße An der Kirche.

## Architektur und Geschichte
Das Gebäude mit einem angrenzenden Saal wurde in der Zeit nach 1830 gebaut. Der Name geht auf die 1833 hier errichtete königliche Postexpedition zurück. Der Eingang befindet sich auf der zur Mühlstraße weisenden Nordostseite. Er ist durch eine kleine Freitreppe erschlossen und wird beidseitig von kannelierten Säulen gerahmt, die ein Gebälk tragen. Im Jahr 1923 wurde das Gebäude zum Wohnhaus umgebaut. Der alte Saal diente von 1934 bis 1980 als Turnhalle.
Im Denkmalverzeichnis für Alsleben (Saale) ist das Gasthaus unter der Erfassungsnummer 094 60023 als Baudenkmal eingetragen.